# 本渡楓と天津飯大郎の「本渡上陸作戦」
『本渡楓と天津飯大郎の 「本渡上陸作戦」』（ほんどかえでとてんしんはんたろうの ほんどじょうりくさくせん）は、2016年4月5日から2025年3月28日まで超!A&G+にて簡易動画付きで配信され、2025年4月4日から文化放送地上波にて放送されているラジオ番組。

## 概要
人気声優に必須とされるトークスキルを本渡楓につけさせるべく、天津飯大郎（天津）が教官として厳しく訓練で鍛える、という名目で開始した。2024年2月に向が改名するまでの番組名は『本渡楓と天津向の「本渡上陸作戦」』だった。
毎回「作戦名」の副題がつき、本編配信後にはパーソナリティによる収録の感想（ノートに手書きで記されたものの写真）が公式X（旧Twitter）に掲載される。
第5回アニラジアワード（2018年度）にて、「BEST BENEFIT RADIO ためになるラジオ賞」を受賞。
第418回（2024年4月26日放送分）より國酒文化振興酒場が月1回の頻度でスポンサーとなり、提供コーナーもスタートした。
2025年3月をもって超!A&G+のサービス終了に伴い、4月4日より文化放送地上波での放送に移行した。

## パーソナリティ
- 本渡楓
- 天津飯大郎（天津）
  - 2024年2月までは旧芸名であり本名の「向清太朗」名義で活動していた。

## 配信時間
| 本放送       | 本放送                        | 本放送                                                        |
| 放送局       | 放送時間                      | 放送期間                                                      |
| ------------ | ----------------------------- | ------------------------------------------------------------- |
| 文化放送     | 金曜 2:30 - 3:00 （木曜深夜） | 2025年4月4日 -                                                |
| 本配信       |                               |                                                               |
| 配信元       | 配信時間                      | 配信期間                                                      |
| 超!A&G+      | 火曜 2:00 - 2:30 （月曜深夜） | 2016年4月5日 - 2019年3月26日 （2016年4月4日 - 2019年3月25日） |
| 超!A&G+      | 月曜 21:30 - 22:00            | 2019年4月1日 - 2024年3月25日                                  |
| 超!A&G+      | 金曜 22:30 - 23:00            | 2024年4月5日 - 2025年3月28日                                  |
| リピート配信 |                               |                                                               |
| 配信元       | 配信時間                      | 配信期間                                                      |
| 超!A&G+      | 火曜 14:30 - 15:00            | 2016年4月5日 - 2019年3月26日                                  |
| 超!A&G+      | 火曜 9:30 - 10:00             | 2019年4月2日 - 2022年3月28日                                  |
| 超!A&G+      | 日曜 14:30 - 15:00            | 2022年1月2日 - 2022年4月2日                                   |
| 超!A&G+      | 日曜 18:00 - 18:30            | 2022年4月9日 - 2024年3月31日                                  |
| 超!A&G+      | 土曜 19:00 - 19:30            | 2024年4月20日 - 2025年3月29日                                 |

### アーカイブ配信
超!A&G+での2023年4月3日配信分より、YouTubeの文化放送A&Gチャンネルにてアーカイブが配信されている。公開期間は番組終了直後から2週間。

## コーナー

### 実施中
ふつおた
ポエム
出演者の短い近況トーク。本渡の中身の無い近況トークからポエムと名付けられた。
上陸おすすめの一品（#444 - ）
國酒文化振興酒場による提供コーナーで、2024年10月から月1回の頻度で実施。2024年4月に開始した「どっちのおつまみでSHOW」の後継コーナー。店で提供している佐賀県の日本酒1種をおつまみとともにパーソナリティが試飲・実食し、推薦コメントを考える。コメントは本渡が色紙に直筆でしたため、後日店に掲示される。

### 終了
ホンドーランクをアップせよ（#1 - #26）
毎週課されるラジオ番組で活かされるであろうミッションに挑戦するコーナー。10ホンドポイントで1ホンドーランク上がるシステムになっており、全部で100ホンドポイントを半年間で獲得し番組存続を目指す企画。ポイント獲得を失敗した場合は番組即終了だった。
テーマメール（#1 - #26）
募集テーマは「アニラジあるある」のみ。
A&G小隊 浜松町演習（#28 - #44）
10ホンドポイントを獲得し同僚になった本渡と向のどちらが優秀なのかを番組から出される企画で競う。
実録 ラジオ◯◯報告書（#28 - #51）
番組から出されたお題に対してリスナーからメールを募集し、今後の本渡の活動にフィードバックしていく。
楓におまかせ（#53 - #79）
経験値が溜まってきた本渡が人気番組パーソナリティを目指すべくA&Gの人気番組のコーナーを勉強し、他番組パーソナリティの代打としてのスキルを身につける。合言葉は「そんなときは私、本渡楓にお任せあれ!」。
アンドロイド楓（#53 - #78）
リスナーからはアンドロイド楓にインストールしたい言動や機能を募集する。
テーマ：マッドサイエンティスト向博士は声優さんが好きすぎて遂にアンドロイドを完成させた。外見は人気声優、本渡楓さんにそっくりだがその中身までは手が回らなかった。そこでリスナーの手を借りアンドロイド楓を完成させることを決意した。
本渡上陸作戦 連続ラジオドラマ（#80 - #89）
本渡にコーナーでやりたいことを聞いた結果、始まった。
設定をパーソナリティで固め、その後からはリスナーから話の展開を募集しそれに基づいて即興で話を進め、再び話の展開を募集する、というのを繰り返し物語を作る。
本渡が興味あるもの?UMA（#81 - #90）
本渡が興味のあるUMAについて専門情報雑誌「ムー」を使用し勉強する。占い本なども使用する。
二面性楓（#93 - #122）
リスナーからの相談に答えるコーナー。合図ごとに本渡がキャラクターを変えて答えていく。
良い楓、悪い楓、○○な楓（#93 - #133）
シチュエーションに対して、本渡が良い楓、悪い楓、○○な楓のキャラクターがそれぞれ、どのような対応をするかを見ていくコーナー。リスナーからシチュエーションを募集していた。
わらしべ本渡上陸作戦（#93 - #106、#129 - #165）
本渡が#93でわらしべ長者の開始を宣言し、コンビニコーヒーのスリーブ(10円相当)から交換を開始して最終的に大吟醸の獺祭(数千円相当)に変わり、#95で獺祭でその祝杯を行った。
その後も本渡と向は交互に行ってきたが本渡が諸々☆を経て杉田智和にとある靴下屋のポイントカードを交換してもらい、それを小野賢章に自身の御守りとして持っていた旧5000円札と交換してもらい、これ以上進まないとして一旦終了となった。
そして、#129よりクリップ2個から始まった。#165に最終的に残った図書カード1,500円分と、出演者とスタッフから集まった41,500円で本をリスナーにプレゼントすることになり、終了を迎えた。
楓の自主練ミッション（#122 - ＃258）
自分周りのアニメ作品しか知らない、という本渡がリスナーから寄せられるアニメ・ゲーム作品の情報を元にあらゆる人と少しでも会話が弾むようにするコーナー。リスナーからは穴埋め形式の問題を募集している。
長らく行われていなかったが、第258回配信にて終了が宣言された。
飛び出せ、新名言!（#138 - ）
リスナーから募集した単語をボックスの中から無造作に2枚引き、「◇◇とは△△である。」に当てはめられた文章の意味を即興で解説する。
天津向発案のコーナー第三弾。
たんけん！佐賀のまち（#286 - #309）
佐賀県とのコラボとして実施。番組内で学んだ佐賀県情報をもとに白地図を埋め、番組オリジナル佐賀県地図を制作していく。
大喜利亡者のコーナー（#268 - #310）
第266回配信中に発案された。番組から提示されたお題に対し、リスナーから大喜利メールを募集し、「永世名人」の本渡に挑むという形式。
本渡朗読作戦（#338 - #341）
朗読付き電子書籍レーベルYOMIBITOとのコラボとして実施。リスナーから秋をテーマに朗読台本のようなふつおたを募集し、パーソナリティが朗読する。放送後、アーカイブがYOMIBITO公式YouTubeチャンネルにて配信される。2022年10月31日放送まで実施。
佐賀上陸作戦会議（#316 - #361）
佐賀県とのコラボとして実施。各回において番組が指定する佐賀県内の「上陸」候補地についての情報を募集する。
どっちのおつまみでSHOW（#418 - #440）
國酒文化振興酒場による提供コーナーで、2024年4月から9月まで月1回の頻度で実施。おつまみの試作品2種類をパーソナリティが実食し、店で提供している佐賀県の日本酒2種に合うものを選ぶ。選ばれたおつまみは実際に店のメニューとして採用される。10月より後継コーナー「上陸おすすめの一品」がスタートした。

## 作戦名一覧
2025年（#454 - ）
| No. | 日付    | 題名                                   |
| --- | ------- | -------------------------------------- |
| 454 | 1月3日  | 本年もよろしくお願いいたします。       |
| 455 | 1月10日 | あけましておめでとうございます！       |
| 456 | 1月17日 | 仕事を選ぶ                             |
| 457 | 1月24日 | 生ごみの網の部分を買う                 |
| 458 | 1月31日 | マネージャーも来るし、ほろ酔いでー。   |
| 459 | 2月7日  | 食べ過ぎない！                         |
| 460 | 2月14日 | もらえるのかな～。もらえないのかな～。 |
| 461 | 2月21日 | 上陸したぞー！                         |
| 462 | 2月28日 | 佐賀上陸二日目～！                     |

## ゲスト
- 第27回（2016年10月4日）- 渡航[注 8]
- 第68回（2017年7月18日）- 佐藤亜美菜
- 第92回（2018年1月1日）- 佐藤亜美菜
- 第104・105回（2018年3月27日・4月3日）- 長縄まりあ・千本木彩花[注 9]
- 第127回（2018年9月4日）- 武田羅梨沙多胡[注 9]
- 第136回（2018年11月6日）- 椿鬼奴
- 第170回（2019年7月1日）- 小国（株式会社NEXT ONE）
- 第172回（2019年7月15日）- 石原夏織
- 第191回（2019年11月25日）- 田野アサミ[12]
- 第224回（2020年8月3日）- 石原夏織
- 第331回（2022年8月22日） - 田野アサミ
- 第348回（2022年12月19日） - 長郷（國酒文化振興酒場店長）
- 第374回（2023年6月19日） - 富田純基（ふりいくっ!）[注 10]

## エピソード
- 番組開始当初は「若手女性声優、本渡楓が人気声優の誰もが持つトークスキルを身につけるべく、様々なミッションに挑み、ランクアップを目指す」というコンセプトで、向が教官、本渡が隊員という設定だった（本渡と向は番組以前、「不思議なソメラちゃん」のニコ生で共演していた）。しかし、回を重ねるにつれて関係性も変容し、反対に本渡が向に対して強い言葉を投げる場面も散見されるようになった。
- 向は訓練の成果を確認するべく本渡が出演している全番組をチェックしているが、本渡は「監視されている」と歓迎していない事が度々ネタにされている。
- 初期において出演者の片方が理由が明確にされない欠席回が複数存在し、第52回配信（2017年3月28日）ではスタッフが間違えて向に「本日の収録は中止」と伝えたまま収録が始まり、本渡が本番中に秋葉原でプライベートな買い物をしていた向を呼び出し、本番終盤に息を切らして駆けつける事態となった。
- ディレクターからイヤーモニター越しに様々な指示が出されることにしばしば言及がなされ、番組では「ヤジ」「クソリプ」などと形容されている一方、向はそうした点も含めて番組の一部であると語っている[13]。第2回単独イベントでは会場に不在だったディレクターがリモートで参加し、「ヤジ」をスクリーンに表示したこともあった[14]。
- 毎回の番組は「今作戦は若手（女性）声優、本渡楓が人気声優の誰もが持つトークスキルを身につけるべく、様々なミッションに挑み、本渡楓の（より一層の）ランクアップを目指すものである」というフレーズから開始していた。しかし、番組開始当初は新人だった本渡が声優としてのキャリアを重ねる中、「若手」に該当するのか等の話が第250回配信（2021年2月1日）で持ち上がり、以降、冒頭のフレーズはリスナーから募集することになった。
- 第155回配信（2019年3月19日）にて、2019年春改編より配信時間の繰り上げが発表された。
- 第212回配信（2020年4月20日）から新型コロナウイルス（COVID-19）感染拡大に伴い、当面の間隔週配信となることが発表された[15]。なお、第215回配信分（2020年6月1日）からは毎週配信に戻っている[16]。
- 2021年10月から2023年3月まで佐賀県とのコラボを実施。佐賀県に関する情報を募集・紹介する趣旨のコーナーを行った。
- 第336回配信（2022年9月26日）、第337回配信（2022年10月3日）は佐賀県の酒を揃えた東京・大井町の國酒文化振興酒場にて収録された[17]。
- 第357回配信（2023年2月20日）、第358回配信（2023年2月27日）は伊万里ちゃんぽん新橋店にて収録された[18]。
- 2023年7月には本渡が出演するゲーム「takt op. 運命は真紅き旋律の街を」が1か月限定のスポンサーとなった。
- 2024年4月には戸田建設が1か月限定のスポンサーとなった。
- 第461回配信（2025年2月21日）および第462回配信（2025年2月28日）では、「佐賀上陸作戦」と題して佐賀で行ったロケの模様を放送した[19][注 11]。

## イベント

### 単独イベント
いずれも昼夜2回公演で開催された。
- 第1回[21]
  - 開催日 - 2019年12月28日
  - 会場 - 日本教育会館一ツ橋ホール
- 第2回[22]
  - 開催日 - 2022年1月30日
  - 会場 - なかのZERO大ホール
  - ゲスト - 大西沙織（夜の部）
- 第3回[23]
  - 開催日 - 2023年2月19日
  - 会場 - 有楽町朝日ホール
  - ゲスト - 河瀬茉希（夜の部）
- 第4回[24]
  - 開催日 - 2023年12月10日
  - 会場 - 科学技術館サイエンスホール
  - ゲスト - 石原夏織（昼の部）
- ファンミーティング[25]
  - 開催日 - 2024年8月18日
  - 会場 - 文化放送メディアプラスホール
- 第5回『イチからスタート』[26]
  - 開催日 - 2024年12月8日
  - 会場 - 科学技術館サイエンスホール
  - ゲスト - 日笠陽子（第1部）、種田梨沙（第2部）

### 合同・タイアップ
- 田所あずさと本渡楓と天津向のどうせワレワレ上陸作戦[27]
  - 番組初のイベント。「オールナイトニッポンi 田所あずさと天津向のどうせワレワレなんて・・・」（ニッポン放送）との合同イベントとして開催。
  - 開催日 - 2018年7月7日
  - 会場 - 目黒区中小企業センターホール
  - ゲスト - 田所あずさ
- 本渡楓と天津向の「本渡上陸作戦」～ takt op.に潜入せよinコミックマーケット101[28]
  - 本渡が出演するスマートフォンゲーム「takt op. 運命は真紅き旋律の街を」とのタイアップイベント。東京ビッグサイトで開催されたコミックマーケット101の会場内で行われた。
  - 開催日 - 2022年12月31日
  - 会場 - コミックマーケット101内 文化放送イベントブース

## 関連商品
- 本渡上陸ステッカー
  - コーナーで番組グッズを発案することになり、本渡からいくつか提案された中でICカードステッカーを作ることになった。コミックマーケット90（2016年夏）の企業ブースでの先行販売を皮切りにA&Gショップで販売が行われていたが、2018年5月に完売した。
- 番組Tシャツ＆サイリウム[29]
  - コミックマーケット93（2017年冬）の企業ブースでの先行販売を皮切りにA&Gショップで販売が行われていたが、2018年5月に完売した。
  - 2018年7月7日の番組イベントにてサイリウムのみ再発売された。その後、A&Gショップにて販売されていたが2019年1月に完売した[30]。
- 3種缶バッジ付きトートバッグ＆3種クリアファイル＆番組コラボTシャツ[31]
  - 2018年7月7日の番組イベントにて販売された。3種缶バッジ付きトートバッグは、コミックマーケット94（2018年夏）を経て2018年11月に完売した。番組コラボTシャツの一部サイズはA&Gショップにて販売されていたが2019年1月に完売した[30][32]。
- 番組Tシャツ＆撮り下ろしDVD[33]
  - コミックマーケット95（2018年冬）の「文化放送A&G」ブースにて販売された。その後、2019年1月にA&Gショップにて販売されていた[34]が発売から1日足らずに完売した。好評につき同年1月22日に追加生産分を販売していた[35]。
  - 番組単独では2度目となるオリジナルTシャツを製作。また、番組Tシャツの購入特典として、番組初となる撮り下ろしDVD（35分程度）がつく。
- 番組Tシャツ[36]
  - 2度目に製作された番組Tシャツの新色がAnimeJapan 2019にて先行販売される。その後、2019年4月にA&Gショップにて販売されていたが同年6月に完売した。
- 「本渡上陸作戦」サマーセット[37]
  - コミックマーケット96（2019年夏）の「文化放送A&G」ブースにて先行販売された。その後、2019年8月19日配信終了後にA&Gショップにて販売されていたが同年8月20日に完売した。
  - ペットボトルカバー1つと瞬間冷却剤3つのセット販売となる。また、購入特典として撮り下ろしDVD（30分程度）がつく。
- 「本渡上陸作戦」新グッズ[38]
  - コミックマーケット97（2019年冬）の「文化放送A&G」ブースにて販売された。その後、2020年1月からA&Gショップにて販売されていたが同年5月に完売した。
  - 足形パーカー、どんぶり＆れんげセット、マフラー、ボールペン及び復刻！「指折るぞ！」Tシャツ の5アイテムが販売された。
  - 会場にて合計4,500円以上購入すると特典DVD（「本渡上陸作戦2019 振り返り出張版」）が先着でプレゼントされた。

- 番組新グッズ（Tシャツ、ボールペン、マスク）[39]
  - 2020年8月からA&Gショップにて販売されている。
  - 合計5,000円以上購入するとオリジナル特典DVD（『本渡上陸作戦 オマケなのに大告白SP〜2020年夏〜』）が先着でつく。
- 番組新グッズ（バスタオル&スリッパ）[40]
  - 2020年12月からA&Gショップにて販売されていた。
  - 合計5,500円（税別）以上購入することでオリジナル特典DVD（「本渡上陸作戦」出張版　2020年振り返り&本渡楓罰ゲームスペシャル）が先着でつく。
- 番組新グッズ（キャップ、サンダル、マスクケース）[41]
  - 2021年8月からA&Gショップにて販売されている。
  - 合計6,600円（税込）以上購入することでオリジナル特典DVD（「本渡上陸作戦」出張版Vol. 6〜リプ祭り千本ノック〜）が先着でつく。
- 番組新グッズ（手帳＆ボールペンセット）[42]
  - コミックマーケット99（2021年冬）にて先行販売。2022年1月からA&Gショップにて販売されている。
  - 価格はセットで4,950円（税込）。購入によりオリジナル特典DVD（「本渡上陸作戦」出張版　2021年振り返り＆天津向 財布の中身公開スペシャル）が先着でつく。
- 「本渡上陸作戦」部屋着、復刻！「指折るぞ！」Tシャツ（フォレスト）、上陸ちゃんアクリルキーホルダー[43]
  - 2022年1月30日の第2回単独イベントにて販売。2022年2月からA&Gショップにて事後通販されている。
- 番組新グッズ（Tシャツ、タオル、トートバッグ、クリアケース）[44]
  - 2022年8月からA&Gショップにて販売されている。
  - 合計5,500円（税込）以上購入することでオリジナル特典DVD（「本渡上陸作戦」出張版 Vol.8 ～全力orムーランド～）が先着でつく。
- 番組新グッズ（手帳＆ボールペンセット）[45][46]
  - コミックマーケット101（2022年冬）にて先行販売。2023年1月からA&Gショップにて販売されている。
  - 価格はセットで4,950円（税込）。購入によりオリジナル特典DVD（「本渡上陸作戦」出張版〜2022年振り返り！美麗ビジュアルで完全再現DVD〜）が先着でつく。
- 丈夫なトートバッグ、上陸作戦グレーパーカー、くっつくマジックタオル、上陸ちゃん歯ブラシセット[47]
  - 2023年2月19日の第3回単独イベントにて先行販売。同月からA&Gショップにて販売されている。
  - 合計7,000円（税込）以上の購入で特典DVD（「本渡上陸作戦」DVD〜2人が持ち寄った過去の手帳を開くと、なぜかその時代にタイムスリップ！遡った世界で2人は改めて上陸作戦を決行するが、なぜか未来の記憶が邪魔をして･･･。過去と現在を行ったり来たりのちょいノスタルジックなSFスペクタクルDVD〜）が先着でつく。
- 「本渡上陸作戦」とろける上陸生活Tシャツ＆縄スマホストラップホルダーセット[48][49]
  - コミックマーケット102（2023年夏）にて先行販売。2023年8月からA&Gショップにて販売されている。
  - 価格はセットで5,500円（税込）。セット購入で特典DVD（「本渡上陸作戦」出張版2023年夏～裏本渡上陸作戦～）がつく。
- ビッグシルエットTシャツ、サコッシュ、マグカップ、おはし、上陸作戦くじ[50]
  - 2023年12月10日の第4回単独イベントにて販売。
  - 合計6,000円（税込）以上の購入で特典DVD（「本渡上陸作戦」出張版2023年冬〜ガチャガチャトーーーク！〜）が先着でつく。
- 番組新グッズ（指折るぞ！ロンT＆ボールペン）[51]
  - コミックマーケット103（2023年冬）にて先行販売。
  - 2点同時購入で特典DVD（「本渡上陸作戦」出張版〜2023年振り返り！やっぱり今年も振り返りはDVDだよね！〜）がつく。